# 戈納 (內布拉斯加州)
戈納（英語：Goehner）是位於美國內布拉斯加州蘇厄德縣的村。

## 人口
根據2020年美國人口普查的數據，戈納的面積為0.45平方千米，皆為陸地。當地共有人口181人，而人口密度為每平方千米402人。